# Juges non professionnels
Les juges non professionnels (japonais: 裁判員 (saiban-in), chinois traditionnel : 國民法官), aussi appelés juges citoyens, désignent les membres du public sélectionnés comme juges pour des procès portant sur des crimes graves comme des meurtres ou des agressions sexuelles,.

## Au Japon
Dans le cadre du plus récent système de droit pénal japonais, six citoyens peuvent être désignés au hasard pour siéger et accompagner trois autres juges professionnels.
Un système de procès par jury fut introduit pour la première fois en 1923 sous l'administration du premier ministre Katō Tomosaburō. Bien que le système ait entraîné des taux d'acquittement relativement élevés, il a rarement été utilisé par les défendeurs, notamment parce qu'il forçait les prévenus à renoncer au droit de faire appel. Le système est tombé en désuétude immédiatement après la deuxième guerre mondiale, laquelle entraîna pour quelques années une mise en tutelle du gouvernement japonais par les États-Unis.
En 2009, dans le cadre d'un projet de réforme judiciaire plus étendu, des lois sont entrées en vigueur pour faire participer des citoyens à des procès pénaux en introduisant la notion de juges « non professionnels ». Les juges non professionnels constituent la majorité des membres du comité judiciaire. Ils ne forment pas un jury séparé des juges, comme dans un système de common law, mais participent au procès en tant que juges inquisitoriaux, de sortent que ces juges non professionnels analysent activement les éléments de preuve présentés par la défense et la poursuite.
En 2019, dix ans après le début de l'application du nouveau système, plus de 90 000 citoyens avaient été appelés à agir comme saiban-in au cours d'environ 12 000 procès.

## À Taïwan
Le système de droit pénal taïwanais moderne a historiquement fonctionné avec des procès par juge seul (donc en l'absence de jury). Depuis la démocratisation du pays vers la fin du XXe siècle et l'alternance politique qui en découle, certaines critiques se sont élevées sur la proportion trop importante de juges professionnels ayant pour allégeance politique la coalition pan-bleue, généralement considérée de centre-droit. Pour renforcer la confiance envers le système judiciaire, un système mixte combinant les juges professionnels et ceux non-professionnels a fut proposé par le parti progressiste-démocrate taïwanais, alors au pouvoir. La loi fut adoptée le 22 juillet 2020 et est effective à partir de 2023.
Les critères suivants président à la sélection aléatoire des juges non-professionnels:
- Âgé de 23 ans ou plus;
- Éducation secondaire de deuxième cycle (高級中學) complétée;
- Ne pas avoir de casier judiciaire;
- Ne pas exercer certaines professions juridiques, militaires, politiques ou policières;
- Avoir vécu dans le district judiciaire du dossier pendant au moins 4 mois.

Les enseignants, les individus de 70 ans et plus, les personnes ayant des problèmes de santé ainsi que les étudiants peuvent se retirer de la charge. Les avocats, procureurs et le plaignant ont la possibilité de s'objecter au choix des juges,.